# Luka Vušković
Luka Vušković, né le 24 février 2007 à Split en Croatie, est un footballeur international croate qui évolue au poste de défenseur central au Tottenham Hotspur.

## Biographie

### En club
Né à Split en Croatie, Luka Vušković est formé par le club de sa ville natale, le Hajduk Split. 
Le 24 février 2023, jour de ses seize ans, Vušković signe un nouveau contrat avec l'Hajduk Split, le liant au club jusqu'en juin 2026. Deux jours plus tard il joue son premier match en professionnel lors d'une rencontre de championnat face au Dinamo Zagreb. Il est directement titularisé et son équipe s'incline par quatre buts à zéro. Avec cette apparition, à 16 ans et deux jours, il devient le plus jeune joueur de l'histoire de la première division croate, à égalité avec Marko Dabro (en),. Cela fait également de lui le plus jeune joueur à disputer un Derby éternel. Le précédent record était détenu par Josip Bašić (en). Le 1er mars 2023, Vušković inscrit son premier but en professionnel, à l'occasion d'une rencontre de Coupe de Croatie face au NK Osijek. Titularisé, il ouvre le score et contribue à la victoire de son équipe par deux buts à un. Avec ce but, à 16 ans et 5 jours, il devient le plus jeune buteur de l'histoire du Hajduk Split.
Il remporte la coupe de Croatie, en entrant en jeu lors de la finale le 24 mai 2023 contre le HNK Šibenik.
Le 25 septembre 2023, Luka Vušković signe un accord avec Tottenham Hotspur pour rejoindre le club à l'été 2025.
Le 31 janvier 2024, il est prêté par l'Hajduk Split au Radomiak Radom.

### En sélection
Il représente l'équipe de Croatie des moins de 16 ans, jouant trois matchs en 2022.
Avec les moins de 17 ans, Vušković marque notamment un but contre la Suède le 26 octobre 2022 (2-2 score final).

## Palmarès
Hajduk Split
- Vainqueur de la Coupe de Croatie en 2023.